# ジャーメイン良
ジャーメイン良（ジャーメイン りょう、1995年4月19日 - ）は、神奈川県厚木市出身のプロサッカー選手。Jリーグ・サンフレッチェ広島所属。ポジションはフォワード（FW）。日本代表。

## 経歴

### プロ入り前
小学1年生の時に2002 FIFAワールドカップを見てサッカーを始めた。FC厚木ジュニアユースDREAMSから流通経済大学付属柏高等学校に進学。3年時には高円宮杯 JFA U-18サッカープレミアリーグで優勝し、チャンピオンシップでもヴィッセル神戸U-18を破って日本一に貢献した。
高校卒業後は流通経済大学に進学。2年生から全日本大学選抜に選出され、2017年6月1日にベガルタ仙台に加入が内定した。その後、特別指定選手として仙台に選手登録された。7月22日のプレシーズンマッチ・ヴィッセル神戸戦において仙台でのデビューを果たすと試合終了間際にPKを獲得、ホーム初ゴールを決めた。10月4日、ルヴァンカップ準決勝第1戦・川崎フロンターレ戦で公式戦デビューを飾った。同月8日の第2戦では故障や出場停止などでメンバー不足であったこともあり、前日の関東大学リーグで試合に出場していたにもかかわらずベンチ入りし、終盤に出場した。12月2日のJ1リーグ最終節・ヴァンフォーレ甲府戦でリーグ戦初出場を果たすなど、シーズン終盤には仙台の戦力として計算されていた。同年の関東大学リーグ1部では22試合に出場し11得点と初めて2桁得点を記録した。第66回全日本大学サッカー選手権大会では決勝で法政大学に勝利して在学中2度目の優勝を果たした。

### ベガルタ仙台
2018年、ベガルタ仙台に入団。4月4日、ルヴァンカップ第3節のFC東京戦でプロ入り初得点を決めた。同月14日のJ1リーグ第8節・川崎戦で公式戦の規定出場時間を満たしたことでプロA契約を締結した。12月5日、天皇杯準決勝のモンテディオ山形戦では全得点に絡む活躍で決勝進出に貢献した。

### 横浜FC
2020年12月28日、横浜FCに完全移籍で加入した。

### ジュビロ磐田
2021年12月23日、ジュビロ磐田に完全移籍加入することが発表された。
加入一年目となった2022シーズンは、開幕戦の福岡戦で途中出場から移籍後初ゴールを挙げる良いスタートを切った。しかし、このシーズンは29試合に出場するもスタメン出場は8試合となり、得点も3得点に留まった。チームもJ2降格となった。
2023シーズンは、横内昭展新監督の下で右サイドハーフで開幕戦からスタメン出場。5月17日、第16節の藤枝MYFC戦から本来のセンターフォワードの位置でレギュラーを獲得。11月に怪我のため離脱となり2桁得点には届かなかったもののリーグ戦31試合に出場し、自身キャリアハイでチームトップスコアラーの9得点を挙げた。ジャーメインの活躍もありチームは一年でのJ1復帰を果たした。
2024シーズンは、3月1日に行われた第2節の川崎戦でハットトリックを達成し、この試合の決勝ゴールとなる4点目もPKで決めた（1試合で2つのPKを成功させた）。過去に磐田で1試合で4得点を決めたのは中山雅史と高原直泰以来3人目となった（さらに、1試合でJ1リーグ自身最多得点を更新）。第10節にはリーグ戦10点目をPKで決めて、全カテゴリーを含めて自己最高記録を更新した。第10節終了時点での2桁得点達成は中山雅史、森島寛晃に続き日本人選手3人目の記録であった。この活躍が評価され、4月のJ1月間MVPを受賞。シュート成功率は他を大きく突き放す41.7％という驚異的な記録だった。しかし、5月の第12節東京ヴェルディ戦でヘディングシュートを試みた際に競り合った林尚輝と交錯。ゴールは決まったものの、このプレーで額を陥没骨折し約1ヶ月半に渡り離脱。第18節のFC東京戦で復帰した。最終的にはリーグ戦31試合に出場して19得点を挙げて、自身リーグ最多記録を大きく更新した。また19得点は山田新と並んで日本人選手ではトップとなる得点ランキング3位タイとなった。しかし、チームの成績は奮わず1年でのJ2降格が決定（2024年J1最終節も参照）。シーズン終了後にクラブから唯一Jリーグ優秀選手賞に選ばれた。

### サンフレッチェ広島
2024年12月24日、サンフレッチェ広島へ完全移籍することが発表された。

### 代表
2017年8月のユニバーシアード台北大会に日本代表として出場。先発した3試合すべてで得点を決め、決勝のフランス戦では決勝点を挙げて優勝に大きく貢献した。
2025年7月、EAFF E-1サッカー選手権2025に出場する日本代表メンバーに選出され、A代表初招集となった。7月8日、初戦の香港戦にスタメン出場しA代表デビュー。先制点を含む4得点を決め、チームの勝利に貢献した。代表デビュー戦で4得点を決めたのは1930年の若林竹雄以来95年ぶり。第3戦の韓国戦でも決勝点となる得点を決め、1-0の勝利と優勝に貢献。大会史上最多の5得点を記録、5本のシュートで5得点と決定力を見せつけた。また、この大会の得点王とMVPを獲得した。

## 私生活
- アメリカ人の父と日本人の母を持つ[30]。
- サッカーダイジェストのインタビューで母親がTUBEの前田亘輝と同級生だったと語っている[31]。
- 2018年3月23日に一般女性と結婚[32]。同年9月20日に第1児となる長男が誕生したことを2019年シーズンの契約更新時のコメントで報告した[33]。
- 広島東洋カープ所属でジュビロ磐田ファンの二俣翔一と交流がある[31]。

## 所属クラブ
- 南毛利FC
- FC厚木ジュニアユースDREAMS
- 流通経済大学付属柏高等学校
- 流通経済大学
  - 2014年 クラブ・ドラゴンズ
  - 2017年 ベガルタ仙台（特別指定選手）
- 2018年 - 2020年 ベガルタ仙台
- 2021年 横浜FC
- 2022年 - 2024年 ジュビロ磐田
- 2025年 - サンフレッチェ広島

## 個人成績
| 国内大会個人成績 | 国内大会個人成績 | 国内大会個人成績 | 国内大会個人成績 | 国内大会個人成績 | 国内大会個人成績 | 国内大会個人成績 | 国内大会個人成績 | 国内大会個人成績 | 国内大会個人成績 | 国内大会個人成績 | 国内大会個人成績 |
| 年度             | クラブ           | 背番号           | リーグ           | リーグ戦         | リーグ戦         | リーグ杯         | リーグ杯         | オープン杯       | オープン杯       | 期間通算         | 期間通算         |
| 年度             | クラブ           | 背番号           | リーグ           | 出場             | 得点             | 出場             | 得点             | 出場             | 得点             | 出場             | 得点             |
| 日本             | 日本             | 日本             | 日本             | リーグ戦         | リーグ戦         | リーグ杯         | リーグ杯         | 天皇杯           | 天皇杯           | 期間通算         | 期間通算         |
| ---------------- | ---------------- | ---------------- | ---------------- | ---------------- | ---------------- | ---------------- | ---------------- | ---------------- | ---------------- | ---------------- | ---------------- |
| 2014             | ドラゴンズ       | 9                | 関東2部          | 8                | 6                | -                | -                | -                | -                | 8                | 6                |
| 2015             | 流経大           | 11               | -                | -                | -                | -                | -                | 0                | 0                | 0                | 0                |
| 2017             | 仙台             | 40               | J1               | 1                | 0                | 2                | 0                | -                | -                | 3                | 0                |
| 2018             | 仙台             | 19               | J1               | 17               | 3                | 8                | 2                | 6                | 3                | 31               | 8                |
| 2019             | 仙台             | 19               | J1               | 21               | 1                | 3                | 2                | 2                | 1                | 26               | 4                |
| 2020             | 仙台             | 19               | J1               | 12               | 2                | 1                | 0                | -                | -                | 13               | 2                |
| 2021             | 横浜FC           | 14               | J1               | 31               | 2                | 4                | 1                | 1                | 0                | 36               | 3                |
| 2022             | 磐田             | 18               | J1               | 29               | 3                | 5                | 0                | 2                | 1                | 36               | 4                |
| 2023             | 磐田             | 18               | J2               | 31               | 9                | 2                | 0                | 0                | 0                | 33               | 9                |
| 2024             | 磐田             | 11               | J1               | 31               | 19               | 0                | 0                | 0                | 0                | 31               | 19               |
| 通算             | 日本             | 日本             | J1               | 150              | 30               | 23               | 5                | 11               | 5                | 176              | 40               |
| 通算             | 日本             | 日本             | J2               | 31               | 9                | 2                | 0                | 0                | 0                | 33               | 9                |
| 通算             | 日本             | 日本             | 関東2部          | 8                | 6                | -                | -                | -                | -                | 8                | 6                |
| 通算             | 日本             | 日本             | 他               | -                | -                | -                | -                | 0                | 0                | 0                | 0                |
| 総通算           | 総通算           | 総通算           | 総通算           | 181              | 45               | 25               | 5                | 11               | 5                | 217              | 55               |

- 2017年は特別指定選手、固定の背番号登録はなし[34]。

| 国際大会個人成績 | 国際大会個人成績 | 国際大会個人成績 | 国際大会個人成績 | 国際大会個人成績 |
| 年度             | クラブ           | 背番号           | 出場             | 得点             |
| AFC              | AFC              | AFC              | ACL              | ACL              |
| ---------------- | ---------------- | ---------------- | ---------------- | ---------------- |
| 2024-25          | 広島             | 90               | 3                | 0                |
| 通算             | AFC              | AFC              | 3                | 0                |

## タイトル

### クラブ
流通経済大学付属柏高等学校
- 高円宮杯U-18サッカーリーグ プレミアリーグ EAST（2013年）
- 高円宮杯U-18サッカープレミアリーグ チャンピオンシップ（2013年）

流通経済大学
- 全日本大学サッカー選手権大会（2017年）

サンフレッチェ広島
- FUJIFILM SUPUR CUP（2025年）

### 代表
ユニバーシアード日本代表
- 2017台北大会（2017年）

A代表
- EAFF E-1サッカー選手権（2025年）

### 個人
- 関東大学サッカーリーグ戦・ベストイレブン（2017年）
- J1リーグ・月間MVP（2024年4月）
- EAFF E-1サッカー選手権・MVP（2025年）
- EAFF E-1サッカー選手権・得点王（5得点、2025年）

## 代表歴
- 関東選抜B
  - デンソーカップサッカー（2014年）
- 全日本大学選抜
  - デンソーカップサッカー（2015年 - 2017年）
- ユニバーシアード日本代表
  - 2017年台北大会（2017年）
- 日本代表
  - EAFF E-1サッカー選手権（2025年）

### 試合数
- 国際Aマッチ 3試合 5得点（2025年 - ）

| 日本代表 | 国際Aマッチ | 国際Aマッチ |
| 年       | 出場        | 得点        |
| -------- | ----------- | ----------- |
| 2025     | 3           | 5           |
| 通算     | 3           | 5           |

### 出場
| No. | 開催日        | 開催都市 | スタジアム         | 対戦国 | 監督   | 結果 | 大会                       |
| --- | ------------- | -------- | ------------------ | ------ | ------ | ---- | -------------------------- |
| 1.  | 2025年7月8日  | 龍仁     | 龍仁ミルスタジアム | 香港   | 森保一 | ○6-1 | EAFF E-1サッカー選手権2025 |
| 2.  | 2025年7月12日 | 龍仁     | 龍仁ミルスタジアム | 中国   | 森保一 | ○2-0 | EAFF E-1サッカー選手権2025 |
| 3.  | 2025年7月15日 | 龍仁     | 龍仁ミルスタジアム | 韓国   | 森保一 | ○1-0 | EAFF E-1サッカー選手権2025 |

### ゴール
| No. | 開催日        | 開催都市 | スタジアム         | 対戦国 | 結果 | 大会                       |
| --- | ------------- | -------- | ------------------ | ------ | ---- | -------------------------- |
| 1.  | 2025年7月8日  | 龍仁     | 龍仁ミルスタジアム | 香港   | ○6-1 | EAFF E-1サッカー選手権2025 |
| 2.  | 2025年7月8日  | 龍仁     | 龍仁ミルスタジアム | 香港   | ○6-1 | EAFF E-1サッカー選手権2025 |
| 3.  | 2025年7月8日  | 龍仁     | 龍仁ミルスタジアム | 香港   | ○6-1 | EAFF E-1サッカー選手権2025 |
| 4.  | 2025年7月8日  | 龍仁     | 龍仁ミルスタジアム | 香港   | ○6-1 | EAFF E-1サッカー選手権2025 |
| 5.  | 2025年7月15日 | 龍仁     | 龍仁ミルスタジアム | 韓国   | ○1-0 | EAFF E-1サッカー選手権2025 |